# Raymond Saint-Gelais
Raymond Saint-Gelais (* 23. März 1936 in Baie-Saint-Paul) ist Altbischof von Nicolet. 

## Leben
Raymond Saint-Gelais empfing am 12. Juni 1960 die Priesterweihe für das Bistum Saint-Hyacinthe.
Papst Johannes Paul II. ernannte ihn am 5. Juli 1980 zum Weihbischof in Saint-Jérôme und Titularbischof von Diana. Der Erzbischof von Québec, Maurice Kardinal Roy, spendete ihm am 31. Juli desselben Jahres die Bischofsweihe; Mitkonsekratoren waren Louis-de-Gonzague Langevin MAfr, Bischof von Saint-Hyacinthe, und Charles-Omer Valois, Bischof von Saint-Jérôme. 
Am 19. Februar 1988 wurde er zum Koadjutorbischof von Nicolet ernannt und am 25. April desselben Jahres in das Amt eingeführt. Nach der Emeritierung Joseph Albertus Martins folgte er ihm am 14. März 1989 als Bischof von Nicolet nach. Am 11. Juli 2011 nahm Papst Benedikt XVI. sein altersbedingtes Rücktrittsgesuch an.